# 優木瑛美
優木 瑛美（ゆうき えみ、1988年9月29日 - ）は、日本のタレント、モデル。兵庫県神戸市出身。所属事務所はリアルム。

## 人物
- 趣味はゲーム・ショッピング
- 特技はトランペット・水泳・書道

### 私生活
- 2023年5月21日、一般男性と結婚したことを報告した[1]。
- 2023年8月1日、第1子妊娠を報告した[2]。同年11月11日、第1子女児を出産[3]。
- 2025年8月18日、離婚したことを報告した。離婚理由については伏せられている[4][5]。

## 出演番組

### テレビ
- 銀玉王（H22年、サンテレビ）
- ビーバップハイヒール（H23年、ABCテレビ）
- 四季の釣り（H23年3月、サンテレビ）
- パチンコ楽園（H22年8月、サンテレビ）
- 朝生ワイド す・またん!（H22年10月、読売テレビ）
- 第11回J:COMフットサルフェスタ（H23年4月、J:COM）
- ほっと☆ネットベイコム（H23年2月、ベイコム）
- 情熱★エンためファクトリー どっキング!!!（H23年2月、関西テレビ）
- マルコポロリ（H23年7月、関西テレビ）
- 花らふる（H23年4月4日 - 、テレビ大阪） - レギュラーリポーター
- 教えてDr.イトーお悩みカルテ（H28年4月、KBS京都） - 準レギュラー
- 輝け！キッズアスリート（H28年5月 - 、J:COM） - レギュラー
- 歌ネタ王決定戦 2013・2014（H25・26年、毎日放送） - 歌ネタガールズ
- ほっとネット☆ベイコム（H25年2月、ベイコム） - 月1スタジオレギュラー
- 情報navi旬なKANSAI （H24年2月、eo光テレビ） - レギュラーリポーター
- コピーフェイス（H28年10月、NHK） - 看護師 役
- べっぴんさん（H28年12月、NHK）
- ごちそうさん（H25年、NHK）
- 歴史秘話ヒストリア（H26年、NHK）
- ちちんぷいぷい（H25年、毎日放送）
- アゲぽよTV（H25年、毎日放送）
- MUSIC EDGE（H25年、毎日放送）
- ワンラブショッピング（H23年2月、CS）リポーター
- よく考えるとハッとしてキャーな話（H23年7月、関西テレビ）
- カキューン ガッカリ社交界（H23年7月、関西テレビ）
- どっキング（H23年7月、関西テレビ）
- アサスマ（H25年、サンテレビ） - リポーター
- 週末ココいこっ！おっ！サンなび（H25年、サンテレビ） - リポーター
- 優生活テレビショッピング（H23年2月、KBS京都）出演
- 情報エンタメ番組キューン（H23年2月、読売テレビ）
- とろーり鳥取美女子旅（H23年4月4日 - 、テレビ大阪）
- たかじんnoマネー（H23年4月4日 - 、テレビ大阪）
- P-1パチとも倶楽部（H23年4月4日 - 、テレビ大阪）
- アクト パチンコ王決定戦2013（H23年2月、びわ湖放送）
- 大正区民まつり（H24年 - 28年、ベイコム） - リポーター
- 瓶太のあなたの町におじゃまします！（H24年、ベイコム）
- 西宮市民まつり（H28年11月、ベイコム） - アシスタント
- みやびじょんワイド（H28年、J:COM） - リポーター
- PEEWEE’S OFFROAD GAMES（H24年9月、J:COM） - リポーター
- 2012王座決定戦J:COMフットサルフェスタ（H24年12月、J:COM） - リポーター
- あそびばチャンネル - アシスタント
- ナニワ銭道 - 法務局員 役
- ジモト応援📣兵庫つながるNews（R2年10月-、J:COM）- リポーター

### ラジオ
- れんあい＠研究所（H23年6月、エフエムキタ）

## その他
雑誌
- 関西版関西ウォーカー（モデル掲載）
- 関西版ブランドJOY（モデル掲載）
- 関西版京都観光地図ウォーカー（モデル掲載）

新聞
- 関西版週刊釣り場速報（2011イメージガールモデル掲載）
- 関西版サンケイスポーツ（グラビア掲載）